# Nordbund russischer Arbeiter
Der Nordbund russischer Arbeiter (russisch Северный союз русских рабочих) war eine der ersten Arbeiterorganisationen in Russland.
Der Bund wurde 1878 in Sankt Petersburg gegründet. Die Organisatoren des Bundes waren Wiktor Obnorski und Stepan Chalturin. Im Programm der Organisation wurde die Idee der internationalen Klassensolidarität des Proletariats proklamiert und darauf hingewiesen, dass der Bund „sich in seinen Aufgaben eng an die sozialdemokratische Partei des Westens anlehnt“. Laut dem Programm des Bundes war das Ziel der Organisation der „Sturz der bestehenden politischen und ökonomischen Ordnung des Staates als einer äußerst ungerechten Ordnung“. Eine weitere Aufgabe des Bundes war die Erkämpfung der politischen Freiheit. Das Programm des Bundes war von der Ideologie der Volkstümler beeinflusst. Der Bund erblickte in der bäuerlichen Dorfgemeinde einen Faktor des Sozialismus.
Ungefähr zweihundert Arbeiter waren Mitglieder des Nordbundes. Die Organisation nahm an Streiks teil und gab Flugblätter heraus. In den Jahren 1879/80 wurde die Organisation von den Gendarmen zerschlagen.
Nach der Zerschlagung des Nordbundes gab Stepan Chalturin die systematische Arbeit unter den Arbeitern auf und verteidigte gegen die Selbstherrschaft den individuellen Terrorismus.